# Carlos Mesa
Carlos Diego Mesa Gisbert (La Paz, 12 augustus 1953) is een Boliviaans politicus. Van 17 oktober 2003 tot 9 juni 2005 was hij president van Bolivia.

## Loopbaan
Mesa volgde in La Paz onderwijs aan het jezuïeten-gymnasium en studeerde vervolgens literatuurgeschiedenis. Na zijn studie was hij werkzaam als historicus en journalist. Hij presenteerde ook een televisieprogramma.
Hij was vicepresident onder president Gonzalo Sánchez de Lozada (2002-2003). Tijdens massale opstanden tegen diens regime (gericht tegen Sánchez' plannen om de overheidsaandelen in staatsbedrijven af te bouwen) trad Sánchez op 17 oktober 2003 af. Hij werd opgevolgd door zijn vicepresident Mesa.
Mesa, die zichzelf aanvankelijk als overgangspresident zag, begon vanaf 2004 een eigen koers voor Bolivia uit te stippelen. Hij probeerde met name in te spelen op de nationalistische sentimenten die er onder de bevolking leefden. Zo probeerde hij een kuststrook van Chili terug te eisen die Bolivia tijdens een oorlog met Chili in 1884 had verloren. Zijn poging bleef zonder succes. Mogelijk kwam Mesa met dit plan om de werkelijke problemen in zijn land te verdoezelen.

Mesa sloot een overeenkomst met de Indiaanse leider Evo Morales, waarbij de Boliviaanse wet op de verdovende middelen werd gewijzigd. Voortaan was cocateelt voor traditionele doeleinden ook toegestaan in de provincie Chapare.
In 2004 hield Mesa een referendum over de vraag of de buitenlandse ondernemingen door mochten gaan met de exploitatie van aardgas in Bolivia. De opkomst bedroeg 40%. Een meerderheid stemde vóór verdere exploitatie door buitenlandse ondernemingen. Begin 2005 kwam het tot heftige opstanden die werden geleid door de oppositie (veelal arme Indianen). De oppositie eiste nationalisatie van de gasindustrie zodat de hele bevolking kan profiteren van de winsten van de gasbedrijven. Op 7 maart 2005 diende president Mesa zijn ontslag in, hetgeen door het parlement werd geweigerd. De onlusten gingen door en tijdens een bijzondere zitting van het parlement diende Mesa op 9 juni 2005 zijn ontslag in. Tot zijn opvolger werd de 48-jarige Eduardo Rodríguez benoemd, die tot dan toe voorzitter van het Hooggerechtshof was geweest.
Bij de verkiezingen van 18 oktober 2020 was Mesa de centrumrechtse kandidaat voor het presidentschap. Zijn campagne werd gehinderd door verdeeldheid op rechts: behalve de interim-president Jeanine Áñez was er de rechtse kandidaat Luis Fernando Camacho. Áñez trok zich op de valreep terug, maar het beeld bleef dat van verdeeldheid. De linkse MAS won al in de eerste ronde in de persoon van oud-minister Luis Arce.